# Peter Wollen
Peter Wollen (* 29. Juni 1938 in London, England; † 17. Dezember 2019 in Haslemere, Surrey) war ein britischer Filmtheoretiker, Drehbuchautor und Regisseur.

## Leben
Peter Wollen studierte Englisch an der Christ Church in Oxford. Seine Anfänge beim Film waren als Co-Autor von Michelangelo Antonioni für den Film Beruf: Reporter. Wollen hat Film an einer Reihe von Universitäten gelehrt und war emeritierter Professor an der University of California, Los Angeles.
Mitte der 1960er Jahre schrieb Wollen für Zeitschriften wie die New Left Review unter dem Pseudonym Lee Russell.
Wollen interviewte sich  1997 selbst als Lee Russell.
Wollen trat Ende der 1960er Jahre auf Wunsch ihres Direktors Paddy Whannel, der von seiner Arbeit beeindruckt war, in die Bildungsabteilung (education department) des British Film Institute ein. Wollen erklärte: „Eines der grundlegenden Ziele der Bildungsabteilung war es, jeden zu unterstützen, der Film an Schulen oder Universitäten unterrichten wollte. Und eine Möglichkeit, sie zu unterstützen, war die Veröffentlichung von Büchern, die sie im Unterricht verwenden konnten.“ Das BFI erstellte eine Reihe von Filmbüchern mit dem Titel „Cinema One“, und Signs and Meaning in the Cinema war das neunte Buch, das in dieser Reihe veröffentlicht wurde.
Der Erstveröffentlichung von Signs and Meaning in the Cinema im Jahr 1969 folgte nur drei Jahre später eine überarbeitete Ausgabe mit neuem Anhang. In der aufkeimenden Filmwissenschaftswelt der 1970er Jahre gewann es schnell an Bedeutung. 1976 behauptete Robin Wood: „Peter Wollens Signs and Meaning in the Cinema ist wahrscheinlich das einflussreichste englischsprachige Filmbuch des letzten Jahrzehnts.“ Eine fünfte, „silberne“ Ausgabe erschien 2013. In einer Sight & Sound-Umfrage im Jahr 2010 tauchte „Signs and Meaning“ wiederholt auf – was den Kritiker Nick Roddick zu dem Ausruf veranlasste: „Wenn es ein Buch gibt, das sie alle beherrscht, dann ist es Peter Wollens Signs and Meaning in the Cinema. Die überarbeitete und erweiterte Ausgabe von 1972 ist die prägnanteste, klarste und inspirierendste Einführung in das Nachdenken über Film, die je geschrieben wurde.“
Wollen  war in erster Ehe mit der Medienwissenschaftlerin Laura Mulvey verheiratet.

## Filmografie (Auswahl)

### Regisseur
- 1974: Penthesilea
- 1979: Riddles of the Sphinx
- 1979: Amy!
- 1982: Crystal Gazing
- 1983: The Bad Sister
- 1983: Frida and Tina
- 1984: Frida Kahlo & Tina Modotti
- 1987: Friendship’s Death

### Drehbuchautor
- 1974: Penthesilea
- 1975: Beruf: Reporter (Professione: Reporter)
- 1979: Riddles of the Sphinx
- 1979: Amy!
- 1982: Crystal Gazing
- 1983: The Bad Sister
- 1984: Frida Kahlo & Tina Modotti
- 1987: Friendship’s Death

## Schriften
- Raiding the Icebox: Reflections on Twentieth-Century Culture, von Peter Wollen. New Edition, Verso Books, 2008
- Electronic Shadows: The Art of Tina Keane, von Peter Wollen, Jean Fisher, und Richard Dyer.  Black Dog Publishing, 2005.
- Paris / Manhattan: Writings on Art, von Peter Wollen.  Verso Books, 2004.
- „Edward Hopper“, von Peter Wollen, Sheena Wagstaff, David Anfam, Brian O’Doherty & Margaret Iversen. Tate Publishing, 2004.
- Autopia: Cars and Culture, hrsg. von Peter Wollen und Joe Kerr.  Reaktion Books, 2003.
- Paris Hollywood: Writings on Film, von Peter Wollen.  Verso Books, 2002.
- „Victor Burgin“, von Peter Wollen & Francette Pacteau. Fundacio Antoni Tàpies, 2001
- „Subject Plural: Crowds in Contemporary Art“ von Peter Wollen, Marti Mayo & Paola Morsiani. Contemporary Arts Museum, 2001
- Making Time: Considering Time as a Material in Contemporary Video and Film, von Amy Cappellazzo, Peter Wollen, und Adriano Pedrosa.  Distributed Art Publishers, 2000.
- Addressing the Century: 100 Years of Art and Fashion, von Peter Wollen.  University of California Press, 1999.
- Visual Display: Culture Beyond Appearances, hrsg. von Lynne Cooke und Peter Wollen.  The New Press, 1999.
- Who is Andy Warhol? by Colin MacCabe, Mark Francis unnd Peter Wollen.  British Film Institute, 1998.
- Scene of the Crime, hrsg. von Ralph Rugoff,  Anthony Vidler und Peter Wollen.  MIT Press 1997.
- Signs and Meaning in the Cinema, von Peter Wollen, erweiterte Neuauflage. London: British Film Institute, 1998.
- Howard Hawks, American Artist, hrsg. von Peter Wollen & Jim Hillier. British Film Institute, 1996
- Raiding the Icebox: Reflections on Twentieth-Century Culture, by Peter Wollen. Indiana University Press, 1993
- Singin' in the Rain, von Peter Wollen.  British Film Institute 1993.
- „Black and White: Dress from the 1920s to Today“ von  Peter Wollen, Claudia  Gould, Anne Hollander, Lucy R Sibley, Kathryn A  Jakes & Sophie Anargyros. Wexner Center for the Arts, 1992.
- „On the Passage of a Few People Through a Rather Brief Moment in Time: The Situationist International 1957–1972“, von Peter Wollen. MIT Press, 1989
- „Addressing The Century“, von Peter Wollen. Hayward Gallery, 1998.[3]
- „Komar and Melamid“, von Peter Wollen & Mark Francis. The Fruitmarket Gallery, 1985.
- „Frida Kahlo and Tina Modotti“, von Peter Wollen & Laura Mulvey. Whitechapel Gallery, 1982
- „Chris Welsby: Films, Photographs, Writings“, edited by Peter Wollen. Arts Council of Great Britain, 1981
- Signs and Meaning in the Cinema, von Peter Wollen.  London: Secker and Warburg, 1969–1972. 5. Auflage 2013
- „Working papers on the cinema: sociology and semiology“, hrsg. von Peter Wollen. BFI Education Dept. 1969
- Samuel Fuller, hrsg. von David Will & Peter Wollen, Edinburgh, 1969
- „Orson Welles – Study Unit No. 9“, hrsg. von Peter Wollen. BFI Education Dept. 1969